# Модель Солоу

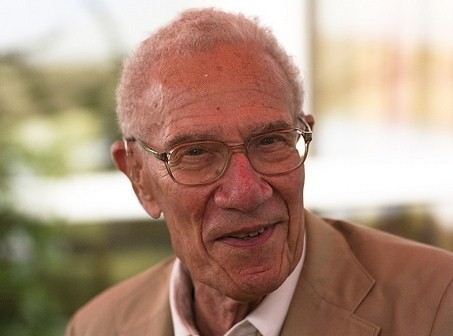
Роберт Мертон Солоу — американский экономист, автор модели Солоу

Модель Солоу (модель Солоу — Свона, англ. Solow model) — модель экзогенного экономического роста, основанная на экзогенной норме сбережений и неоклассической производственной функции.
Модель Солоу считают отправной точкой для всех современных моделей экономического роста, которым она дала необходимую математическую базу для анализа темпов изменения капитала. Модель оказала влияние на всю макроэкономическую теорию.
Разработана одновременно и независимо друг от друга Робертом Солоу и Тревором Своном в 1956 году.
Одним из недостатков модели является экзогенный характер нормы сбережений, то есть модель не учитывает оптимизационного поведения потребителей (модель, учитывающая указанное поведение, называется неоклассической моделью экономического роста). Также модель приводит к нереалистичной оценке ставки процента в развивающихся странах.

## История создания
До появления модели Солоу наиболее распространенным инструментом изучения экономического роста была модель Харрода — Домара. Она базировалась на кейнсианских предпосылках, оперировала исключительно данным макроуровня (совокупный спрос, совокупное предложение и т. д.), игнорируя микроуровень отдельного потребителя или отдельной фирмы, и концентрировалась на возможных негативных последствиях экономического роста, в частности, на безработице. Также слабыми местами модели были отсутствие взаимозаменяемости ресурсов, поскольку в ней использовалась производственная функция Леонтьева, и нестабильность динамического равновесия. Неоклассическая теория нуждалась в собственной модели, опирающейся на неоклассические предпосылки на микроуровне и демонстрирующей механизм экономического роста, и первым шагом в этом направлении стала модель Солоу.
Модель, объединяющая неоклассическую форму производственной функции с постоянным эффектом от масштаба, убывающей отдачи факторов и положительной эластичностью замены факторов и постоянной нормой сбережения была сформулирована одновременно и независимо друг от друга будущим лауреатом Нобелевской премии по экономике Робертом Солоу в изданной в феврале 1956 года статье «Вклад в теорию экономического роста» в журнале The Quaterly Journal of Economics и Тревором Своном в изданной в ноябре 1956 года статье «Экономический рост и накопление капитала» в журнале The Economic Record. Она была дополнена предпосылкой об учёте технологического роста в производственной функции, впервые изложенной Робертом Солоу в статье «Технологические изменения и совокупная производственная функция», опубликованной в августе 1957 года в журнале The Review of Economics and Statistics, в результате которой модель Солоу приобрела современный вид.

## Описание модели

### Базовые предпосылки модели
В модели рассматривается закрытая экономика. Фирмы максимизируют свою прибыль. Фирмы функционируют в условиях совершенной конкуренции. Производится только один продукт {\displaystyle Y}, используемый, как для потребления {\displaystyle C}, так и для инвестиций {\displaystyle I}. Темпы технологического прогресса {\displaystyle g}, роста населения {\displaystyle n} и норма выбытия капитала {\displaystyle \delta } — постоянны и задаются экзогенно. Норма сбережений {\displaystyle s} также задаётся экзогенно. Фискальная политика (государственные расходы и налоги) в модели отсутствует. Время {\displaystyle t} изменяется непрерывно.
Предпосылка о закрытой экономике означает, что произведенный продукт тратится на инвестиции и потребление, экспорт/импорт отсутствуют, сбережения равны инвестициям: {\displaystyle S=I=sY}, {\displaystyle Y=C+I}.
Производственная функция {\displaystyle Y(K,L,E)} имеет вид {\displaystyle Y(K,LE)} и удовлетворяет неоклассическим предпосылкам:
1) технологический прогресс увеличивает производительность труда (нейтрален по Харроду): {\displaystyle Y_{t}=Y(K_{t},L_{t}E_{t}),\ E_{t}=E_{0}e^{gt},\ g=const}, где {\displaystyle L_{t}} — труд, {\displaystyle K_{t}} — капитал, {\displaystyle E_{t}} — параметр технологического прогресса в момент времени {\displaystyle t};
2) производственная функция обладает постоянной отдачей от масштаба: {\displaystyle Y(aK,aLE)=aY(K,LE)};
3) предельная производительность факторов положительная и убывающая: {\displaystyle {\frac {\partial Y}{\partial K}}>0,\ {\frac {\partial ^{2}Y}{\partial K^{2}}}<0,\ {\frac {\partial Y}{\partial L}}>0,\ {\frac {\partial ^{2}Y}{\partial L^{2}}}<0};
4) производственная функция удовлетворяет условиям Инады, а именно, если запас одного из факторов бесконечно мал, то его предельная производительность бесконечно велика, если же запас одного из факторов бесконечно велик, то его предельная производительность бесконечно мала: {\displaystyle \lim _{K\to 0}{\frac {\partial Y}{\partial K}}=\lim _{L\to 0}{\frac {\partial Y}{\partial L}}=+\infty ,\ \lim _{K\to +\infty }{\frac {\partial Y}{\partial K}}=\lim _{L\to +\infty }{\frac {\partial Y}{\partial L}}=0};
5) для производства необходим каждый фактор: {\displaystyle Y(K,0)=Y(0,LE)=0}.
Население {\displaystyle L_{t}}, равное в модели совокупным трудовым ресурсам, растет с постоянным темпом {\displaystyle n}: {\displaystyle L_{t}=L_{0}e^{nt},\ n=const}.
Для поиска решения модели используются удельные показатели: выпуск на единицу эффективного труда {\displaystyle y={\frac {Y}{LE}}}, запас капитала на единицу эффективного труда {\displaystyle k={\frac {K}{LE}}}, потребление на единицу эффективного труда {\displaystyle c={\frac {C}{LE}}}, инвестиции на единицу эффективного труда {\displaystyle i={\frac {I}{LE}}}.
Тогда производственную функцию можно записать в следующем виде: {\displaystyle y={\frac {Y}{LE}}=Y{\biggl (}{\frac {K}{LE}},1{\biggr )}=f(k)}.
Наиболее часто в качестве конкретного примера производственной функции, удовлетворяющей предпосылкам модели, используется производственная функция Кобба-Дугласа:
{\displaystyle Y(K,LE)=K^{\alpha }(LE)^{1-\alpha },\ y=k^{\alpha },\ 0<\alpha <1},
где {\displaystyle \alpha } — эластичность выпуска по капиталу, {\displaystyle (1-\alpha )} — эластичность выпуска по труду.
Поведение потребителей в явном виде в модели не рассматривается. Функция полезности отсутствует. Вместо этого имеется экзогенно задаваемая норма сбережений {\displaystyle s}, {\displaystyle 0<s<1}, означающая, что домохозяйства сберегают долю своего дохода {\displaystyle s}, а оставшуюся долю {\displaystyle 1-s} тратят на потребление, и это соотношение не зависит от происходящих в экономике событий.

### Стационарное состояние в модели

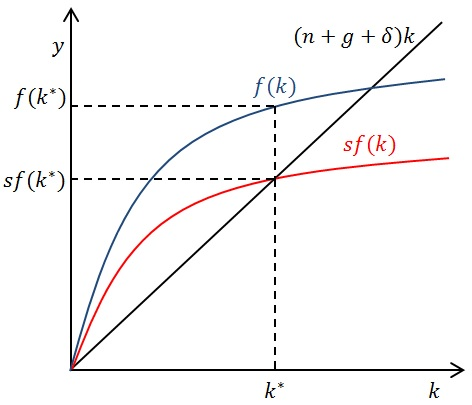
Модель Солоу, фазовая плоскость, равновесие

Исходя из предпосылок модели, в момент времени {\displaystyle t} капитал увеличивается на величину инвестиций, то есть на {\displaystyle sY}, и изнашивается на {\displaystyle \delta K}, таким образом, можно записать производную капитала по времени {\displaystyle {\dot {K}}} в следующем виде:
{\displaystyle {\dot {K}}=sY_{t}-\delta K_{t}}.
Учитывая, что {\displaystyle k={\frac {K}{LE}}}, производную капиталовооружённости труда с постоянной эффективностью {\displaystyle {\dot {k}}} по времени можно выразить следующим образом:
{\displaystyle {\dot {k}}={\frac {\dot {K}}{L_{t}E_{t}}}-{\frac {K_{t}({\dot {L}}E_{t}+L_{t}{\dot {E}})}{(L_{t}E_{t})^{2}}}={\frac {sY_{t}-\delta K_{t}}{L_{t}E_{t}}}-{\frac {K}{LE}}\left({\frac {\dot {L}}{L_{t}}}+{\frac {\dot {E}}{E_{t}}}\right)=sf(k_{t})-(n+g+\delta )k_{t}},
где {\displaystyle {\dot {L}}} — производная размера населения по времени, {\displaystyle {\dot {E}}} — производная эффективности труда по времени. Исходя из ранее принятых предпосылок: {\displaystyle {\frac {\dot {L}}{L_{t}}}=n} и {\displaystyle {\frac {\dot {E}}{E_{t}}}=g}.
Если инвестиции на единицу эффективного труда {\displaystyle i_{t}=sf(k_{t})} превышают выбытие капитала на единицу эффективного труда {\displaystyle (n+g+\delta )k_{t}}, то капиталовооружённость труда с постоянной эффективностью {\displaystyle k} растет, в противном случае — падает. В стационарном состоянии уровень капитала на единицу эффективного труда {\displaystyle k} постоянен, то есть {\displaystyle {\dot {k}}=0}, а значит устойчивый уровень капиталовооружённости труда с постоянной эффективностью {\displaystyle k^{*}} находится из уравнения:
{\displaystyle sf(k^{*})=(n+g+\delta )k^{*}}.

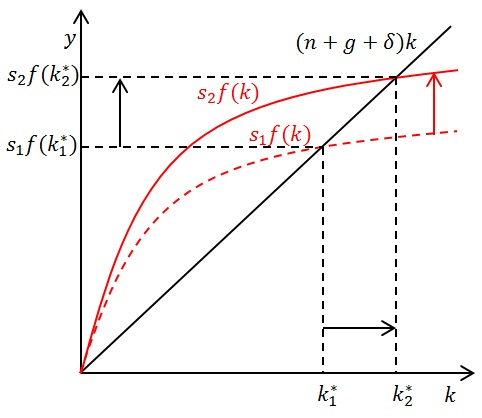
Модель Солоу, фазовая плоскость, изменение нормы сбережений

Графически достижение равновесия в модели Солоу показано на иллюстрации. В модели Солоу в стационарном состоянии темп роста производительности труда равен темпу технического прогресса, а темп экономического роста — сумме темпа технического прогресса и темпа роста населения.
При росте нормы сбережений инвестиции превышают выбытие капитала, {\displaystyle k} растет до достижения равновесия при более высоком уровне {\displaystyle k}. В процессе перехода к новому стационарному состоянию темп роста производительности труда будет опережать темп технического прогресса и при достижении нового равновесия они сравняются. Переход к новому стационарному состоянию при изменении нормы сбережений показан графически на иллюстрации.
В стационарном состоянии темп прироста показателей на единицу эффективного труда равен нулю:
{\displaystyle {\frac {\dot {y}}{y}}=g_{y}={\frac {\dot {c}}{c}}=g_{c}={\frac {\dot {k}}{k}}=g_{k}=0}.
Показатели на единицу труда растут с темпом технологического прогресса {\displaystyle g}:
{\displaystyle {\frac {{\bigl (}{\dot {\frac {Y}{L}}}{\bigr )}}{\frac {Y}{L}}}=g_{Y/L}={\frac {{\bigl (}{\dot {\frac {C}{L}}}{\bigr )}}{\frac {C}{L}}}=g_{C/L}={\frac {{\bigl (}{\dot {\frac {K}{L}}}{\bigr )}}{\frac {K}{L}}}=g_{K/L}=g}.
Валовые показатели растут с темпом равным сумме темпов прироста технологического прогресса {\displaystyle g} и населения {\displaystyle n}:
{\displaystyle {\frac {\dot {Y}}{Y}}=g_{Y}={\frac {\dot {C}}{C}}=g_{C}={\frac {\dot {K}}{K}}=g_{K}=g+n}.

### Оптимальный уровень нормы сбережений (Золотое правило)

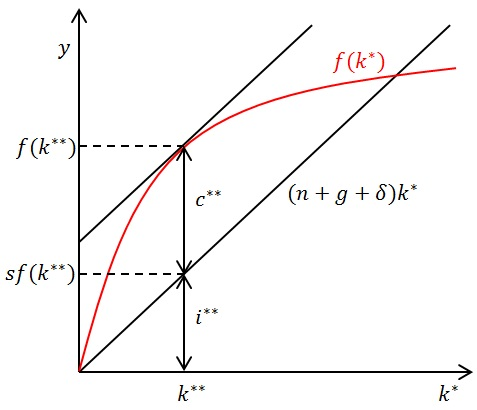
Модель Солоу, фазовая плоскость, «Золотое правило»

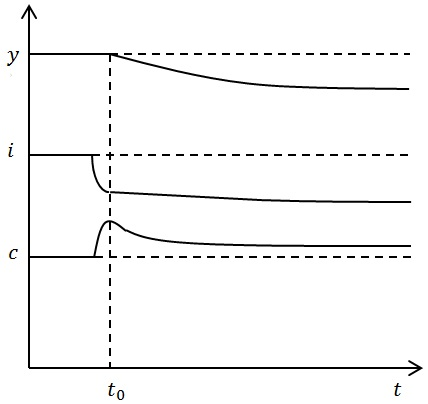
Модель Солоу, переход к «Золотому правилу», вариант 1

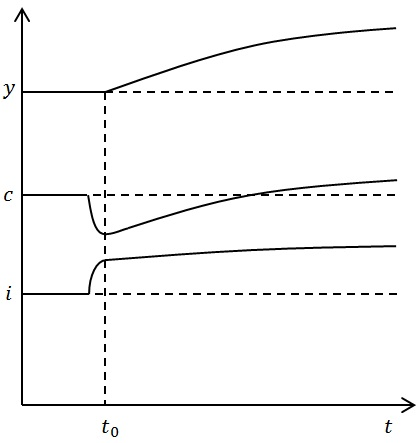
Модель Солоу, переход к «Золотому правилу», вариант 2

После нахождения устойчивого уровня {\displaystyle k^{*}} следующей задачей является нахождение такого значения нормы сбережений {\displaystyle s^{*}}, при котором в устойчивом состоянии потребление на единицу эффективного труда {\displaystyle c} максимально. То есть, необходимо решить задачу:
{\displaystyle \max _{s}{c[k(s)]}}
при условии:
{\displaystyle {\dot {k}}=0}.
Выразив {\displaystyle c} через {\displaystyle k}, получим:
{\displaystyle c[k(s)]=(1-s)y=f[k(s)]-(n+g+\delta )k(s)}.
Производная {\displaystyle {\frac {\partial c}{\partial s}}} равна:
{\displaystyle {\frac {\partial c}{\partial s}}={\biggl (}{\frac {\partial f}{\partial k}}-(n+g+\delta ){\biggr )}{\frac {\partial k}{\partial s}}}.
В точке максимума {\displaystyle {\frac {\partial c}{\partial s}}=0}. С ростом нормы сбережений капиталовооружённость на единицу эффективного труда растет, потому {\displaystyle {\frac {\partial k}{\partial s}}>0}. Значит, в точке максимума должно выполняться равенство:
{\displaystyle {\frac {\partial f(k^{**})}{\partial k}}=n+g+\delta },
где {\displaystyle k^{**}} — устойчивый уровень капиталовооружённости на единицу эффективного труда, соответствующий максимальному потреблению.
Таким образом, норма сбережений {\displaystyle s^{*}}, максимизирующая потребление {\displaystyle c}, находится из решения системы уравнений:
{\displaystyle {\begin{cases}s^{*}f(k^{**})=(n+g+\delta )k^{**},\\{\frac {\partial f(k^{**})}{\partial k}}=n+g+\delta .\end{cases}}}
В результате решения этой системы оптимальная норма сбережения, соответствующие «Золотому правилу», равна эластичности выпуска по капиталу:
{\displaystyle s^{*}={\frac {k^{**}}{f(k^{**})}}\times {\frac {\partial f(k^{**})}{\partial k}}}.
Графически «Золотое правило» нормы сбережения в модели Солоу показано на иллюстрации. Выбирается такая норма сбережений, при которой наклон кривой {\displaystyle f(k)} равен {\displaystyle n+g+\delta }, поскольку именно в этой точке превышение кривой {\displaystyle f(k)} над кривой {\displaystyle (n+g+\delta )k}, которое и составляет потребление {\displaystyle c}, максимально. Таким образом, норма сбережений, обеспечивающая максимальный устойчивый уровень потребления, равна эластичности выпуска по капиталу в устойчивом состоянии, соответствующему этой норме сбережений. Полученное значение {\displaystyle s^{*}} называют «Золотым правилом» нормы сбережения, а {\displaystyle k^{**}} — капиталовооружённостью на единицу эффективного труда, соответствующей «Золотому правилу».
Если норма сбережений {\displaystyle s} выше «Золотого правила», то при её снижении до уровня «Золотого правила» потребление {\displaystyle c} сначала резко растет, затем снижается, но в итоге стабилизируется на уровне выше исходного. Изменение показателей с течением времени при таком переходе к «Золотому правилу» представлено на иллюстрации вариант 1.
Если норма сбережений {\displaystyle s} ниже «Золотого правила», то при её росте до уровня «Золотого правила» потребление {\displaystyle c} сначала снижается, но затем растет и превышает исходный уровень. Изменение показателей с течением времени при таком переходе к «Золотому правилу» представлено на иллюстрации вариант 2.
Если в качестве производственной функции в модели используется функция Кобба-Дугласа {\displaystyle Y(K,LE)=K^{\alpha }(LE)^{1-\alpha }}, у которой эластичность выпуска по капиталу постоянна, то {\displaystyle s^{*}=\alpha }.

### Конвергенция
Для оценки скорости приближения к устойчивому состоянию, нужно оценить величину {\displaystyle {\frac {\dot {k}}{k}}}. Для этого нужно разделить уравнение {\displaystyle {\dot {k}}=0} на {\displaystyle k} (с учетом того, что в стационарном состоянии{\displaystyle sf(k^{*})=(n+g+\delta )k^{*}}):
{\displaystyle {\frac {\dot {k}}{k}}={\frac {sf(k)}{k}}-(n+g+\delta )=(n+g+\delta ){\biggl (}{\frac {f(k)k^{*}}{f(k^{*})k}}-1{\biggr )}}
Таким образом, при условии {\displaystyle k_{0}<k^{*}}, чем дальше страна находится от равновесного состояния, тем выше темпы роста. Линейная аппроксимация {\displaystyle {\dot {k}}} в зависимости от {\displaystyle k} при помощи разложения в ряд Тейлора вокруг точки {\displaystyle k=k^{*}} выглядит следующим образом:
{\displaystyle {\dot {k}}\approx {\frac {\partial {\dot {k}}}{\partial k}}\vert _{k=k^{*}}(k-k^{*})},
где {\displaystyle {\frac {\partial {\dot {k}}}{\partial k}}\vert _{k=k^{*}}=s{\frac {\partial f(k^{*})}{\partial k}}-(n+g+\delta )=(n+g+\delta ){\biggl (}{\frac {k^{*}}{f(k^{*})}}\times {\frac {\partial f(k^{*})}{\partial k}}-1{\biggr )}=(n+g+\delta )(\epsilon _{fk}^{*}-1)},
где {\displaystyle \epsilon _{fk}^{*}} — эластичность выпуска по капиталу в устойчивом состоянии.
Это уравнение можно представить в следующем виде:
{\displaystyle k_{t}-k^{*}=e^{-\lambda t}(k_{0}-k^{*})},
где {\displaystyle \lambda } — коэффициент, характеризующий скорость конвергенции.
Таким образом, модель Солоу предполагает условную конвергенцию, то есть, что бедные страны будут расти быстрее богатых и в конце концов достигнут их уровня благосостояния при условии, что структурные параметры их экономик одинаковы.

## Преимущества, недостатки и дальнейшее развитие модели
Модель Солоу дала необходимую математическую базу (построение фазовой плоскости) для анализа темпов изменения капитала и экономического эффекта экономического прогресса, на которой в дальнейшем исследователи создали множество более сложных моделей, потому её считают отправной точкой для всех современных исследований экономического роста. Модель оказала влияние на всю макроэкономическую теорию.
Но вместе с тем модель не могла дать объяснение многим проблемам, связанным с экономическим ростом. С теоретической точки зрения, модель не показывает, каким образом решения домохозяйств влияют на норму сбережения и, вместе с решениями фирм, на темпы экономического роста. Параметры нормы сбережений и темпов научно-технического прогресса в модели просто задаются экзогенно, решения экономических агентов на них никак не влияют, что не устраивало исследователей. Более того, даже сильная сторона модели — процесс накопления капитала — по сути представляет собой «чёрный ящик», механизм влияния на который экономических агентов в модели не раскрыт.
Модель Солоу была подвергнута всестороннему критическому анализу в ходе теоретической дискуссии двух Кембриджей о капитале. Было показано, что в рамках модели обязательно должны выполняться допущения, малореальные для практических условий, и лишь при их выполнении выводы из моделей могут что-то действительно сказать о реальном мире. Примером таких допущений может служить то, что модель Солоу предполагает непрерывно достигаемое равновесие с «полной занятостью» всех ресурсов. Модель также противоречит кейнсианскому подходу, в котором сбережения определяют размер инвестиций, а не наоборот.
Эмпирическая проверка ряда положений модели показала, что они не находят подтверждения на практике. Модель предполагает наличие условной конвергенции, что означает, что бедные страны должны расти быстрее богатых при условии схожести структурных параметров, но в реальности этого не происходит, как показали, например, исследования Р. Холла и Ч. Джонса, Дж. Де Лонга, П. Ромера. Есть лишь единичные примеры (японское экономическое чудо, корейское экономическое чудо), когда бедные страны смогли догнать богатые по уровню ВВП на душу населения, в большинстве своём сближения уровня развития не происходит. Модель не объясняет, почему бедные страны в большинстве случаев остаются бедными и не могут догнать богатые.
Но все же подробные исследования по конвергенции появились существенно позже публикации работ Роберта Солоу и Тревора Свона, когда после Второй Мировой войны прошло несколько десятков лет, данные за которые и анализировались исследователями. После появления модели исследователи пытались с её помощью сравнивать ставки процента в разных странах, и это сравнение сразу показало несоответствие модели реальным данным.

### Соответствие модели эмпирическим данным
Сомнения в том, что модель Солоу адекватно описывает экономические показатели, появились уже в 1960-х годах, когда исследователи пытались объяснить японское экономическое чудо. В 1950 году размер ВВП на душу населения (в терминах модели {\displaystyle {\frac {Y}{L}}}) в Японии был в 5 раз меньше размера ВВП на душу населения США. Исходя из модели и предполагая одинаковую технологическую структуру экономик США и Японии, получим:
{\displaystyle {\frac {Y}{L}}=A{\biggl (}{\frac {K}{L}}{\biggr )}^{\alpha }},
{\displaystyle {\frac {\partial f(k)}{\partial k}}={\frac {\partial (AK^{\alpha }L^{1-\alpha })}{\partial K}}=\alpha A{\biggl (}{\frac {K}{L}}{\biggr )}^{\alpha -1}=\alpha A^{\frac {1}{\alpha }}{\biggl (}{\frac {Y}{L}}{\biggr )}^{-{\frac {1-\alpha }{\alpha }}}},
{\displaystyle r={\frac {\partial f(k)}{\partial k}}-\delta },
{\displaystyle {\frac {r_{JPN}+\delta }{r_{USA}+\delta }}={\frac {{\biggl (}{\frac {Y}{L}}{\biggr )}_{USA}^{\frac {1-\alpha }{\alpha }}}{{\biggl (}{\frac {Y}{L}}{\biggr )}_{JPN}^{\frac {1-\alpha }{\alpha }}}}=5^{\frac {1-\alpha }{\alpha }}},
где {\displaystyle r_{JPN}} — ставка процента в Японии, {\displaystyle r_{USA}} — ставка процента в США, {\displaystyle {\biggl (}{\frac {Y}{L}}{\biggr )}_{JPN}} — ВВП на душу населения в Японии, {\displaystyle {\biggl (}{\frac {Y}{L}}{\biggr )}_{USA}} — ВВП на душу населения в США.
Используя обычно применяемые в расчетах {\displaystyle \alpha ={\frac {1}{3}}} , {\displaystyle \delta =0,1}, а также оценку {\displaystyle r_{USA}} на начало 1950-х годов, равную 0,065, мы получим, что {\displaystyle r_{JPN}=4,025}, то есть, что ставка процента в Японии в 1950 году по модели должна быть равна 402,5 %. Что, очевидно, очень далеко от реальных значений. Таким образом, уже в 1960-х годах стало понятно, что модель Солоу — только начальный этап в понимании природы экономического роста.

### Дальнейшее развитие модели
Столь сильное отклонение реальных значений ставки процента от теоретических стало причиной развития более сложных моделей, предположения которых относительно процентной ставки были бы более реалистичными. Одни исследователи пошли путём расширения понятия капитал за счет включения в него человеческого капитала. При таком подходе значение {\displaystyle \alpha } повышалось с примерно ⅓ до примерно ⅔ (если считать сумму человеческого и физического), и в результате разница в процентной ставке у развитой и догоняющей страны становится намного меньше, чем предсказанная по модели Солоу. Результатом такого подхода стала модель Менкью — Ромера — Вейла. Другие исследователи стали разрабатывать модели, в которых сначала норма сбережений, а потом и темпы экономического роста не задавались бы экзогенно, а являлись бы следствием решений экономических агентов. Первым шагом в этом направлении стала модель Рамсея — Касса — Купманса, затем дополненная АК-моделями.
В 1987 году Шведская королевская академия наук наградила Роберта Солоу Нобелевской премией по экономике за «вклад в теорию экономического роста», который связан с разработкой данной модели.